# Apodopsyllus africanus
Apodopsyllus africanus is een eenoogkreeftjessoort uit de familie van de Paramesochridae. De wetenschappelijke naam van de soort is voor het eerst geldig gepubliceerd in 1962 door Kunz.